# Trichonius atlanticus
Trichonius atlanticus är en skalbaggsart som beskrevs av Monné M. L. och Jose R.M. Mermudes 2008. Trichonius atlanticus ingår i släktet Trichonius och familjen långhorningar. Inga underarter finns listade i Catalogue of Life.